# Пономарёв, Сергей Игоревич
Серге́й И́горевич Пономарёв (род. 11 декабря 1980, Москва, СССР) — российский фотожурналист. Обладатель главного приза конкурса «ПрессФотоРоссии» 2003 года за репортаж «Хроники Норд-Оста». Лауреат Пулитцеровской премии за новостную фотографию 2016 года.

## Биография
Родился в 1980 году в Москве. Дед и отец Сергея увлекались фотографией. Участвовал в выпуске газеты для подростков «Глагол». После школы поступил на журфак МГУ. После четвёртого курса перевёлся в Академию труда и социальных отношений, которую и окончил. После первого курса журфака МГУ проходил практику в «АиФ», после второго — в «Вечерней Москве», где и остался. В дальнейшем работал в газетах «Россия», «Коммерсантъ», «Газета».
В 2002 году был удостоен звания лауреата конкурса «Молодые фотографы России», проводившемся Союзом Фотохудожников России.
С 2003 по 2012 год работал фотокорреспондентом московского бюро американского агентства «Ассошиэйтед пресс», где готовил репортажи для зарубежных читателей из России, СНГ и других стран мира.
Первой для Пономарёва командировкой и первой «горячей точкой», где он побывал, стал город Беслан (Северная Осетия), где 1 сентября 2004 года чеченские террористы захватили заложников в школе № 1. В 2005 за серию снимков с захвата террористами школы в Беслане Сергей занял первое место в категории News Picture Story на конкурсе Atlanta Photojournalism Seminar.
Участник Eddie Adams Workshop в 2007 году.
В 2008 году занял первое место в категории News Photo Essay на конкурсе International Photography Awards за серию снимков о нелегальных шахтах в Киргизии.
Обладатель гран-при конкурса Vilnius Photo Circle 2009.
В 2011 году занял два первых и одно второе место на Всероссийском фотоконкурсе «Спортивная Россия».
В 2012 году, уйдя из AP, начал карьеру внештатного фотографа.
В 2012 получил Гран-при «Фотография 2011 года» конкурса Bestphotographer за фотографию «Крестики-нолики» из серии «Падение Триполи».
В 2015 году занял третье место на World Press Photo в номинации General News за серию фотографий из Газы.
В 2016 году — первое место на World Press Photo в номинации General News и Пулитцеровская премия в номинации Breaking News Photo за фотографии беженцев с Ближнего Востока.
Третье место в категории «Война» на конкурсе «PX3 — Prix de la Photographie Paris».
Серебряная медаль на конкурсе China International Press Photo contest.
Автор серии репортажей о неоязычестве в России.
Сооснователь первого в России дискуссионного клуба фотожурналистов Motion Photojournalism Club, первое заседание которого прошло в 2009 году и было посвящено работе в «горячих точках».
В 2018 году фотографии Пономарева из Великобритании и Афганистана вышли во втором выпуске самиздата «Свой» Евгения Фельдмана. Это первая персональная бумажная публикация Сергея Пономарева в России.